# برنامه ژنتیکی
به نظر می‌رسد که واژه برنامه ژنتیکی به‌طور مستقل در دو مقاله منتشر شده در سال ۱۹۶۱ معرفی شده‌است.

## منبع استعاره
اولین مقاله با عنوان " علت و تاثیر در زیست‌شناسی " توسط ارنست میر نوشته شده‌است و در مجله Science منتشر شده‌است، این همان مقاله است که مفاهیم 
causes immédiates
 و 
causes prochaines<ref name=':0'>
را وارد کرده‌است.
ارنست میر در مقاله خود، این مفهوم را در یک جمله با مجموعه ای از تعاریف‌های جسورانه، آورده‌است:
در حقیقت، اگر یک کد ژنتیکی وجود داشته باشد و برخی از مقررات ژنتیکی در حال حاضز بدیهی به نظرمی‌رسند (از جمله اپئون لاکتوز فرانسوا یعقوب و ژاک مونود) به هیچ وجه عمومیت ندارد، همان‌طور که میر می‌گوید، و به وجود یک برنامه اشاره می‌کند. این سه مفهوم اند بدون اتصال مورد نیاز با یکدیگر: در آن می‌خواهم بهانه ای است که از سال یک لوکوموتیو بخار لزوماً دنبال ریل است و با یک فرماندار گریز از مرکز مجهز، این امر می‌تواند به پاریس برنامه‌ریزی شده در این زمان و در چنین شرایطی در مقابلش ایستاده‌اید!